# Říjen 2007
1. října – pondělí
 Současný ruský prezident Vladimir Putin oznámil svoje rozhodnutí stát v čele strany Jednotné Rusko v příštích parlamentních volbách. Nevyloučil také z toho vyplývající možnost, že by se po případném vítězství ucházel o premiérský post.
 V hlavním městě Praze bylo opět odloženo zavedení zón placeného stání v širším centru (Praha 2, Praha 3 a Praha 7) s jejich realizací nejdříve v prosinci. Důvodem je odvolání jedné z firem neúspěšných ve výběrovém řízení k Úřadu pro ochranu hospodářské soutěže.
2. října – úterý
 Portugalské vedení EU oznámilo, že text nové mezivládní smlouvy nahrazující tzv. Ústavní smlouvu je na úrovni expertů dopracován a bude předán zástupcům všech 27 vlád členských zemí.
3. října – středa
 Polské předčasné parlamentní volby, které se uskuteční tento měsíc budou hlídat nezávislí pozorovatelé vyslaní OBSE. Za podobný návrh sklidil dříve silnou kritiku polských médií český exprezident Václav Havel.
 Portugalské předsednictví EU potvrdilo, že Česko a dalších osm států vstoupí do tzv. Schengenského prostoru již 21. prosince tohoto roku.
 Ministryně školství Dana Kuchtová podala demisi. Nahradit by ji mohla rektorka Univerzity Jana Evangelisty Purkyně v Ústí nad Labem Iva Ritschelová.
4. října – čtvrtek
 Lidstvo slaví 50 let od vyslání první umělé družice do vesmíru – 4. října 1957 odstartoval sovětský Sputnik 1.
  Lídři Jižní a Severní Koreje ukončili třídenní rozhovory podpisem deklarace, která mj. vyzývá k uzavření mírové smlouvy mezi oběma zeměmi, jež by oficiálně ukončila válečný stav trvající od Korejské války.
 Agentura BBC uveřejnila zprávu podle které je v současné době v Barmě zadržováno a vyslýcháno více než 10 000 osob (převážně mnichů), kteří byli aktéry protivládních demonstrací v uplynulých dnech.
 V konžské metropoli Kinshase se krátce po startu zřítil nákladní letoun An-26 na zaplněné tržiště. Podle prvních zpráv je hlášeno 25 obětí na životech.
5. října – pátek
 Prezident Václav Klaus svým podpisem stvrdil platnost zákona o stabilizaci veřejných financí, který rozsáhlým způsobem od začátku roku 2008 mění poměry v sociální oblasti, míru zdanění a nově zavadí např. i přímé platby ve zdravotnictví.
6. října – sobota
 Vítězem pákistánských prezidentských voleb se stal podle očekávání dosavadní premiér Parvíz Mušaraf. Nejvyšší soud ale musí 17. října rozhodnout o oprávněnosti jeho kandidatury, pročež nesmějí být oficiální výsledky zveřejněny dříve než za 11 dní.
7. října – neděle
 Ve věku 91 let zemřela česká herečka Jiřina Steimarová (* 24. ledna 1916). Působila v činohře Národního divadla, natočila více než 40 televizních filmů (Tři chlapi v chalupě, Hříšní lidé města pražského, Čas sluhů).
 V Praze začal jedenáctý ročník mezinárodní konference o změnách v současné společnosti Fórum 2000, nad nímž přijal záštitu jako každoročně český exprezident Václav Havel.
8. října – pondělí
 Podle internetového deníku Aktuálně.cz unikly z Bezpečnostní informační služby citlivé informace týkající se ochrany ekonomických zájmů státu a také seznam s BIS spolupracujících osob.
9. října – úterý
 Novým bavorským premiérem byl zvolen Günther Beckstein, kandidát vládní Křesťansko-sociální unie, který nahradí v úřadě po 14 letech Edmunda Stoibera.
 Po třetím dnu bojů mezi pákistánskou armádou a radikály podporujícími hnutí Tálibán v Severním Vazíristánu u afghánských hranic dosáhl počet obětí nejméně 250 mrtvých, z nichž přibližně pětinu tvoří vládní vojáci.
10. října – středa
 Tajfun Lekima způsobil ve Vietnamu mimořádně silné záplavy, které si vyžádaly 88 obětí na lidských životech a tisícům lidí zničil živel jejich domovy.
 V americkém městě Clevelandu (stát Ohio) došlo ke střelbě na střední škole. Údajně čtrnáctiletý chlapec postřelil dva studenty a dva učitele a poté spáchal sebevraždu.
11. října – čtvrtek
 Turecko odvolalo svého velvyslance ve Washingtonu jako reakci na rezoluci zahraničního výboru Sněmovny reprezentantů USA označující smrt asi 1,5 milionu Arménů za první světové války na územích ovládaných tehdejší Osmanskou říší za genocidu.
12. října – pátek
Nobelovu cenu za mír získal Al Gore a Mezivládní panel pro změnu klimatu za úsilí o zmírnění negativních dopadů lidské činnosti na životní prostředí.
13. října – sobota
 Vatikánské úřady dočasně zbavily funkcí jednoho svého vysokého duchovního, který v předchozích dnech v italské televizi s dalšími třemi katolickými duchovními anonymně přiznal, že udržuje homosexuální vztahy.
14. října – neděle
 Na Akropoli v řeckých Athénách byl zahájen unikátní přesun soch z 5. - 6. století př. n. l. do nově vybudovaného muzea. Mimořádně významné antické sochy se tak na nové místo stěhují po přibližně 2 400 letech.
15. října – pondělí
  Ve francouzském městě Toulouse byl předán první Airbus A380, největší sériově vyráběné letadlo světa, ke komerčnímu užívání koncovému zákazníku, v tomto případě společnosti Singapore Airlines.
16. října – úterý
  Ruský prezident Vladimir Putin navštívil Írán. Je to první návštěva vrcholného sovětského či ruského představitele v zemi od roku 1943. Jedním z klíčových bodů jednání je íránský jaderný program, který Putin prohlásil za mírový a doporučil jeho další pokračování.
 V Praze začal proces s Ludmilou Brožovou-Polednovou, komunistickou prokurátorkou, která se účastnila politického procesu proti JUDr. Miladě Horákové a navrhla pro ni také trest smrti. Pokud bude uznána vinnou z justiční vraždy, hrozí jí trest v rozsahu 12–15 let.
   Česko vzdalo svou kandidaturu na pozici nestálého člena Rady bezpečnosti OSN ve prospěch Chorvatska po dvou kolech hlasování valného shromáždění, ve kterém postupně ztrácelo hlasy právě ve prospěch tohoto protikandidáta.
17. října – středa
 Súdánský prezident Umar al-Bašír čelí vnitropolitické krizi způsobené odchodem členů Súdánské lidově osvobozenecké armády z vlády. Důvodem je nespokojenost této strany, která reprezentuje zájmy někdejších jihosúdánských povstalců, s pokrokem v naplňování mírové smlouvy z roku 2005. Prezident prý přispívá k nedostatečnému pokroku zejména ve věci stahování vládních vojsk z území jižního Súdánu, vytyčení hranic a správy ropných nalezišť. Smlouva také předpokládá konání plebiscitu v roce 2011. V něm by se obyvatelé súdánského jihu měli rozhodnout o samostatnosti.
  Turecký parlament schválil případný vojenský zásah v severní části sousedního Iráku proti Kurdské straně pracujících, která z tohoto území podniká své útoky.
 Papež Benedikt XVI. jmenoval 23 nových kardinálů. Jedním z nich je i bývalý apoštolský nuncius v České republice, biskup Giovanni Coppa. 
18. října – čtvrtek
 Protikorupční služba Policie zatkla na pražském magistrátě úřednici Oddělení obchodního využití pozemků, která je podezřelá z manipulace výběrových řízení na prodej pozemků ve prospěch skupiny gruzínských podnikatelů.
19. října – pátek
  Izraelský premiér Ehud Olmert se setkal s ruským prezidentem Vladimirem Putinem. Jednali převážně o íránském jaderném programu a o možných sankcích.
 Na bývalou pákistánskou premiérku Bénazír Bhuttovou, která se po 8 letech pobytu v exilu vrátila zpět do vlasti, byl spáchán pumový útok. Za pokusem o atentát, který si vyžádal neméně 136 obětí a 387 zraněných, stojí patrně radikální muslimské organizace včetně Tálibánu.
20. října – sobota
 Armádní letouny Airbus 319 určené k přepravě politiků i vojáků na zahraniční mise, ponesou jména velitele 311. československé bombardovací peruti Josefa Ocelky a generálního inspektora československého letectva v Británii Karla Janouška.
 Strana zelených trvá na kandidatuře Dušana Lužného na post ministra školství. K této kandidatuře se jejich koaliční partneři z ODS a KDU-ČSL ale staví vesměs negativně, zejména kvůli Lužného propojení na odstupující ministryni školství Danu Kuchtovou.
21. října – neděle
 Při nehodě vrtulníku v Rusku, 400 km jižně od Kemerova na Sibiři (poblíž vesnice Mundybaš), zahynuli čtyři lidé. Důvod havárie není znám; let však byl předem odložen vzhledem k nepřízni počasí.
  Na hranicích Iráku a Turecka propukly první střety turecké armády s bojovníky kurdských povstalců. Údaje o počtu obětí se liší podle strany, která je ohlašuje. Je však zřejmé, že se na obou stranách konfliktu jedná o desítky mrtvých bojovníků.
 V Polsku probíhají parlamentní volby. Favorizována byla strana Občanská platforma Donalda Tuska, tedy opoziční síla proti vládnímu Právu a spravedlnosti současného premiéra Jarosława Kaczyńského.
   Kosmická loď Sojuz s tříčlennou posádkou, čítající prvního malajsijského kosmonauta, Sheikha Muszaphara Shukora, úspěšně přistála v kazašské stepi, 340 km od plánovaného místa dopadu, nedaleko Arkalyku.
 Na sjezdu KS Číny v Pekingu došlo k personálním výměnám ve straně; tři členové politbyra již nebyli do svých funkcí znovu zvolení. Nahradili je mladší funkcionáři.
 Libanonský parlament odložil plánované prezidentské volby, které se měly konat příští týden. Důvodem je nutnost soupeřících politických stran získat více času na výběr vhodných kandidátů pro volbu. Současnému prezidentovi Émilu Lahoudovi vyprší mandát 23. listopadu.
22. října – pondělí
 V Polsku v parlamentních volbách drtivě zvítězila Občanská platforma Donalda Tuska se ziskem přes 41 % hlasů (208 ze 460 křesel v Sejmu), zatímco bývalé vládní strany utrpěly výrazné ztráty – strana Právo a spravedlnost premiéra Jarosława Kaczyńskiho získala sice přes 32 % hlasů, ale dvě menší strany bývalé koalice (Sebeobrana a Liga polských rodin) se do Sejmu neprobojovaly.
  V Kyjevě se koná summit sdružení ministrů obrany jihovýchodní Evropy. Toto fórum je podporované NATO a má sloužit rozvoji lepších vztahů v regionu. Bosna a Hercegovina byla přizvána k plnému členství. V prosinci se pak země má začít účastnit Partnerství pro mír.
23. října – úterý
 Poslanecká sněmovna schválila v prvním čtení zákon o rozpočtu na rok 2008. V příštím roce by tak stát i přes zavedení ekonomických reforem měl hospodařit se schodkem 70,8 miliard korun (méně než 3 % HDP), což je jedním z kritérií pro přijetí Eura.
 Z mysu Canaveral odstartoval k letu k Mezinárodní vesmírné stanici (ISS) raketoplán Discovery. Start se uskutečnil i přes nesouhlas některých techniků z Národního úřadu pro letectví a vesmír (NASA). Hlavním úkolem jeho mise je dopravit k ISS spojovací modul Harmony.
24. října – středa
 Čína vyslala do kosmu první vlastní lunární družici Chang'e 1. Ta by měla být během tří týdnů navedena na oběžnou dráhu kolem Měsíce ve výšce 200 km, odkud bude provádět plánovaná vědecká měření.
  Turecká vláda přiznala, že během posledních tří dnů podniklo její letectvo a pozemní jednotky několik menších operací proti bojovníkům Kurdské strany pracujících (PKK) v příhraničních oblastech Iráku. Varovala také, že pokud nedojde ke zklidnění situace (bojovníci PKK opakovaně útočí přes hranice s Tureckem), budou se podobné zásahy opakovat, přestože vedení v Ankaře preferuje diplomatické řešení tohoto vleklého konfliktu.
 Na jihu Kalifornie zuří již přes týden rozsáhlé lesní požáry. Existuje již 20 ohnisek požárů, shořelo přes 400 000 ha lesních porostů, bylo zničeno 1 500 domů, je hlášeno 5 obětí na životech a téměř milion lidí bylo nuceno opustit svoje domovy. Prezident George W. Bush již podepsal deklaraci o katastrofě.
 Ve věku 78 let zemřel hudební skladatel a pedagog Petr Eben (* 22. ledna 1929).
25. října – čtvrtek
  První komerční let superjumba Airbus A380 v barvách Singapore Airlines proběhl úspěšně na trati Singapur–Sydney. Lístky na tento let byly vydraženy v aukci na serveru eBay a její výtěžek byl věnován na charitativní účely.
 Poslanecký klub Strany zelených již nepodporuje kandidaturu Dušana Lužného na post ministra školství.
26. října – pátek
 Podle odhadů deníku Le Figaro může stávka dopraváků ve Francii, plánovaná na 18. listopadu, přinést ztráty ve výši až 150 milionů €. Zaměstnanci chtějí stávkovat hlavně proti plánům prezidenta Sarkozyho, které jsou založené na zásadních změnách pracovních podmínek.
  Spojené státy vyhlásily nové sankce vůči Íránu, které se zaměřují hlavně na tamější bankovní sektor, revoluční gardy a íránskou obranu. Condoleezza Riceová je označila jako nástroj trestající zemi za její podporu terorismu, Írán toto však striktně odmítá, sankce považuje za ilegální.
 Požáry v Kalifornii si vyžádaly již šest obětí. Jejich ohořelá těla našli záchranáři v oblasti Barret Junction u San Diega, místa, kde se často zdržují ilegální imigranti.
27. října – sobota
  Po schůzce ministrů vnitra několika zemí EU v Praze potvrdilo Rakousko svůj záměr převést po vstupu Česka do Schengenského prostoru policisty z ostrahy hranic do hlídek, které by kontrolovali turisty alespoň za rakouskými hranicemi. Zdůvodňuje to obavou z nárůstu příhraniční kriminality.
28. října – neděle
 Česko oslavilo 89 let od vzniku samostatného československého státu v roce 1918. Při této příležitosti ocenil prezident Václav Klaus státními vyznamenáními 24 osob, mezi nimi např. Ilju Hurníka či Jiřího Stivína.
 V největší hromadné beatifikaci historie Vatikán blahořečil 498 španělských mučedníků zavražděných republikány v období španělské občanské války a krátce před ní. Jejich svátek bude katolická církev slavit 6. listopadu.
29. října – pondělí
V věku 84 let zemřela autorka historických románů Jarmila Loukotková(* 14. dubna 1923).
 Iráčtí povstalci zranili bombou nastraženou u silnice jednoho z amerických generálů v oblasti.
  Cena ropy na newyorské i londýnské burze dosáhla nového maxima kolem 90 dolarů za barel, především díky obavám o vývoj situace na Blízkém východě.
30. října – úterý
 Internetový prodej vstupenek na letní olympijské hry v Pekingu způsobil kolaps celého počítačového systému. Internetové stránky pořadatelů navštívilo jen za první hodinu osm miliónů lidí, tedy přibližně 200 000 kontaktů za minutu.
31. října – středa
 Po pondělním zveřejnění faktu, že vicepremiér Jiří Čunek pobíral dávky státní sociální podpory a zároveň disponoval rozsáhlým majetkem, byl dnes premiérem Topolánkem i vlastním poslaneckým klubem žádán o vysvětlení svých majetkových poměrů.
  Ministr zahraničních věcí Karel Schwarzenberg na tiskové konferenci oznámil, že s platností od 1. listopadu 2007 budou zrušena dlouho diskutovaná víza pro české občany cestující do Kanady.
 Rusko chce omezit počet a délku pobytu pozorovatelů OBSE během svých parlamentních prosincových voleb. Prezident Putin již dříve tuto organizaci kritizoval za některé její údajně protiruské postoje.
 Ve španělském hlavním městě Madridu byly vyneseny rozsudky nad pachateli teroristického útoku z roku 2004. Z celkem 28 obžalovaných jich bylo sedm propuštěno pro nedostatek důkazů, zbytek byl odsouzen k vysokým trestům odnětí svobody.
 Česká astronomická společnost a Astronomický ústav Akademie věd ČR vydaly společnou zprávu upozorňující na nebývalé zjasnění periodické komety 17P/Holmes pozorovatelné na severní obloze v těchto dnech pouhým okem.